# 哈比希霍斯特
哈比希霍斯特是德国下萨克森州的一个市镇。总面积15.84平方公里，总人口785人，其中男性393人，女性392人（2011年12月31日），人口密度50人/平方公里。